# 피르페니돈
피르페니돈(pirfenidone)은 피레스파(Pirespa) 등의 상품명으로 판매되는 약물로, 특발성 폐 섬유증(IPF) 치료에 쓰인다. 성장인자, 그리고 프로콜라겐 I과 II 생산을 하향조절해 폐섬유증을 감소시킨다.
2008년 일본에서 임상시험을 거쳐 최초로 특발성 폐 섬유증 환자에 대한 사용이 승인되었다. 유럽연합에서는 2011년, 캐나다에서는 2012년, 미국에서는 2014년 10월 차례로 사용 허가가 났다. 대한민국에서는 일동제약이 2011년 독점 판매 계약을 맺었고, 2012년 사용 허가를 받았으며 2015년 10월부터 급여가 적용되었다.
복제약으로 이용 가능한 상태이다.